# Diamanten küßt man nicht
Diamanten küßt man nicht ist eine deutsche Kriminalkomödie von Ulrich Stark aus dem Jahr 1997 mit Meret Becker in der Hauptrolle als Meisterdiebin Charlie. Die deutsche Erstausstrahlung erfolgte am 4. Februar 1997 auf dem Privatsender Sat.1.

## Handlung
Die schwangere Meisterdiebin Charlie hat einen großen Coup vor: Sie will den größten Diamanten der Welt stehlen. Doch während des Einbruchs setzen bei Charlie die Wehen ein und sie bekommt ihr Kind im Gefängnis. Nach ihrer Entlassung wagt sie ihren Diebstahl erneut. Diesmal macht sie es sich zunutze, den Wächter des Museums zu kennen, in welchem sich der teure Diamant befindet.

## Hintergrund
Diamanten küßt man nicht wurde 1996 gedreht und von der neuen deutschen Filmgesellschaft produziert.

## Kritik
Die Kritiker der Fernsehzeitschrift TV Spielfilm zeigten mit dem Daumen zur Seite, vergaben für Humor zwei, für Action, Spannung und Erotik je einen von drei möglichen Punkten und schrieben zu ihrer Wertung lakonisch: „Harmlos“.